# Ле-Релек-Керюон
Ле-Релек-Керюон (фр. Le Relecq-Kerhuon) — коммуна на северо-западе Франции, находится в регионе Бретань, департамент Финистер, округ Брест, кантон Гипава. Пригород Бреста, находится в 6 км к востоку, в 1 км от национальной автомагистрали N165. Коммуна расположена в месте впадения реки Элорн в рейд Бреста. На востоке коммуны находится железнодорожная станция Керюон линии Париж-Брест.
Население (2019) — 11 717 человек. 

## Достопримечательности
- Церковь Нотр-Дам 1890 года, построенная на месте средневековой часовни
- Усадьба Лосюльен с прилегающим парком
- Усадьба Ге-Флёри на берегу Элорона, в настоящее время — школа иностранных языков

## Экономика
Структура занятости населения:
- сельское хозяйство — 1,4 %
- промышленность — 3,4 %
- строительство — 2,5 %
- торговля, транспорт и сфера услуг — 71,6 %
- государственные и муниципальные службы — 21,1 %

Уровень безработицы (2018) — 10,1 % (Франция в целом —  13,4 %, департамент Финистер — 12,1 %). 

Среднегодовой доход на 1 человека, евро (2018) — 25 400 (Франция в целом — 21 730, департамент Финистер — 21 970).

## Демография
Динамика численности населения, чел.

## Администрация
Пост мэра Ле-Релек-Керюона с 2020 года занимает социалист Лоран Перон (Laurent Péron). На муниципальных выборах 2020 года возглавляемый им левый список победил во 2-м туре, получив 46,08 % голосов (из трёх списков).
| Период | Период | Фамилия        | Партия                                                   | Примечания                                           |
| ------ | ------ | -------------- | -------------------------------------------------------- | ---------------------------------------------------- |
| 1965   | 1977   | Жюльен Керре   | Социалистическая партия Социал-демократическая партия    | профессор университета                               |
| 1977   | 1983   | Ги Лизьяр      | Коммунистическая партия                                  | школьный учитель                                     |
| 1983   | 1995   | Жюльен Керре   | Объединение в поддержку Республики                       | профессор университета                               |
| 1995   | 2008   | Марсель Дантек | Союз за французскую демократию Союз за народное движение | менеджер банка член Генерального совета департамента |
| 2008   | 2020   | Иоанн Неделек  | Социалистическая партия                                  | менеджер компании Brittany Ferries                   |
| 2020   |        | Лоран Перон    | Социалистическая партия                                  | руководитель группы пиротехников                     |

## Города-побратимы
- Бодмин, Великобритания

## Галерея

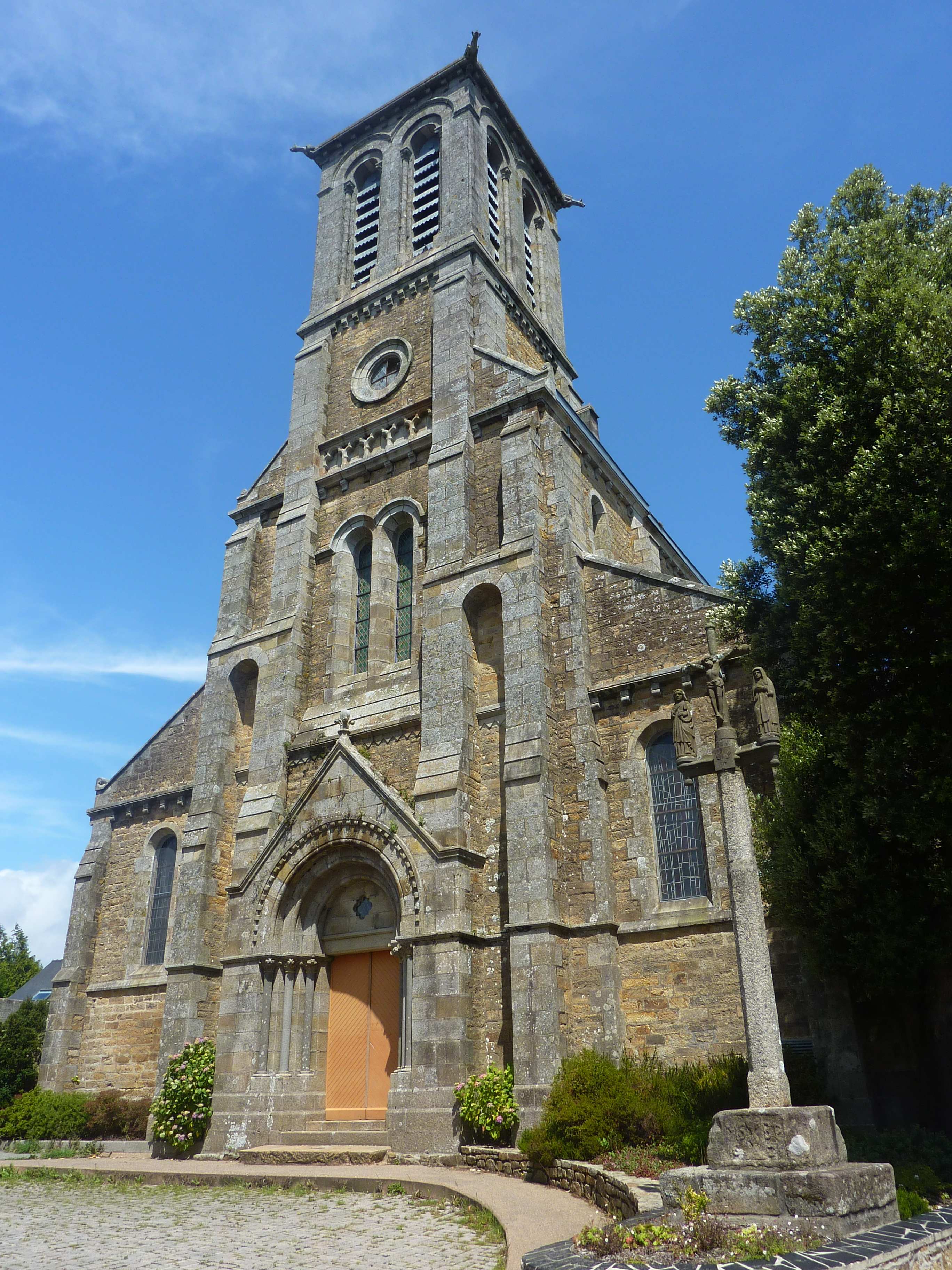
Церковь Нотр-Дам
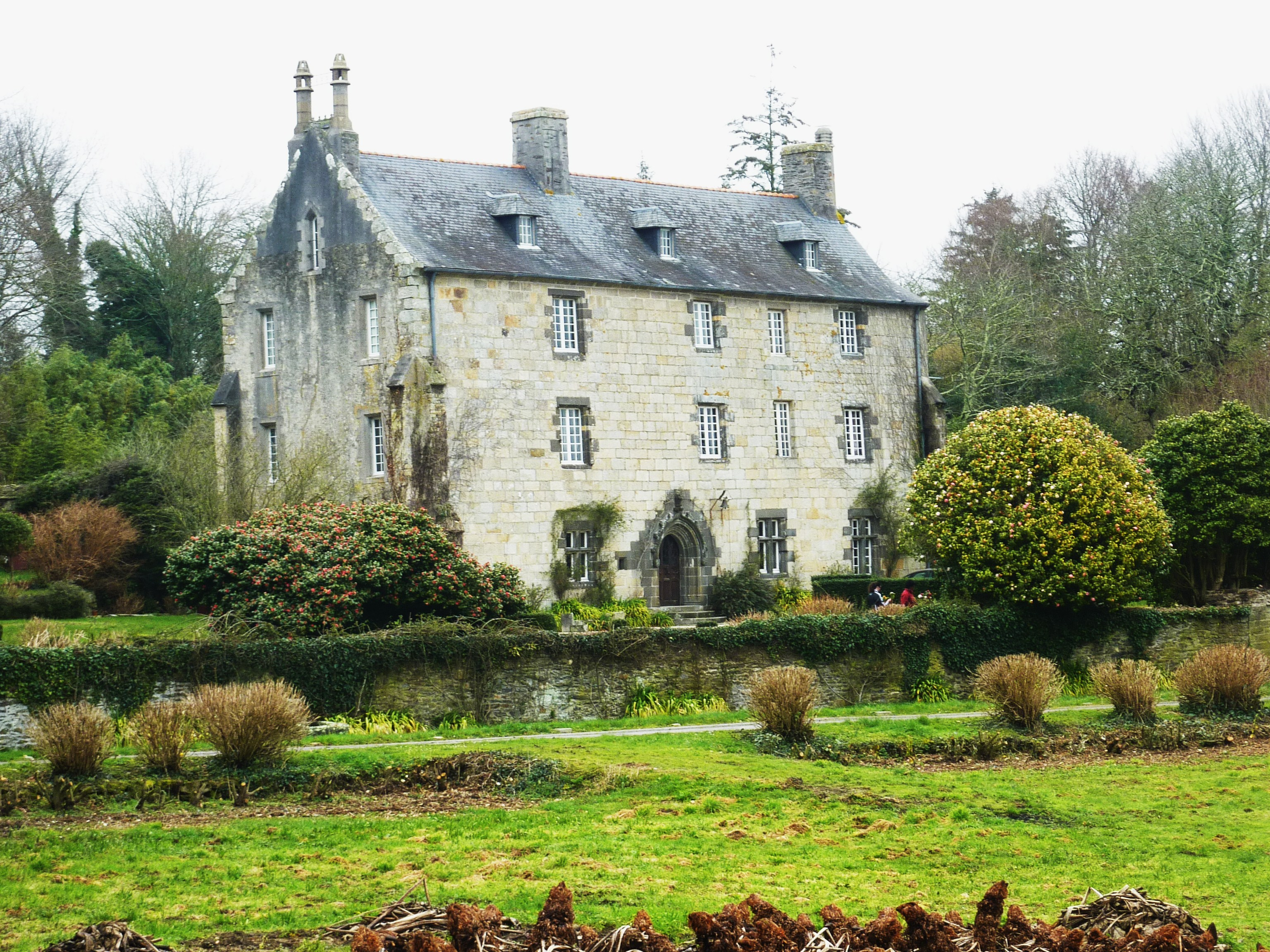
Усадьба Лосюльен
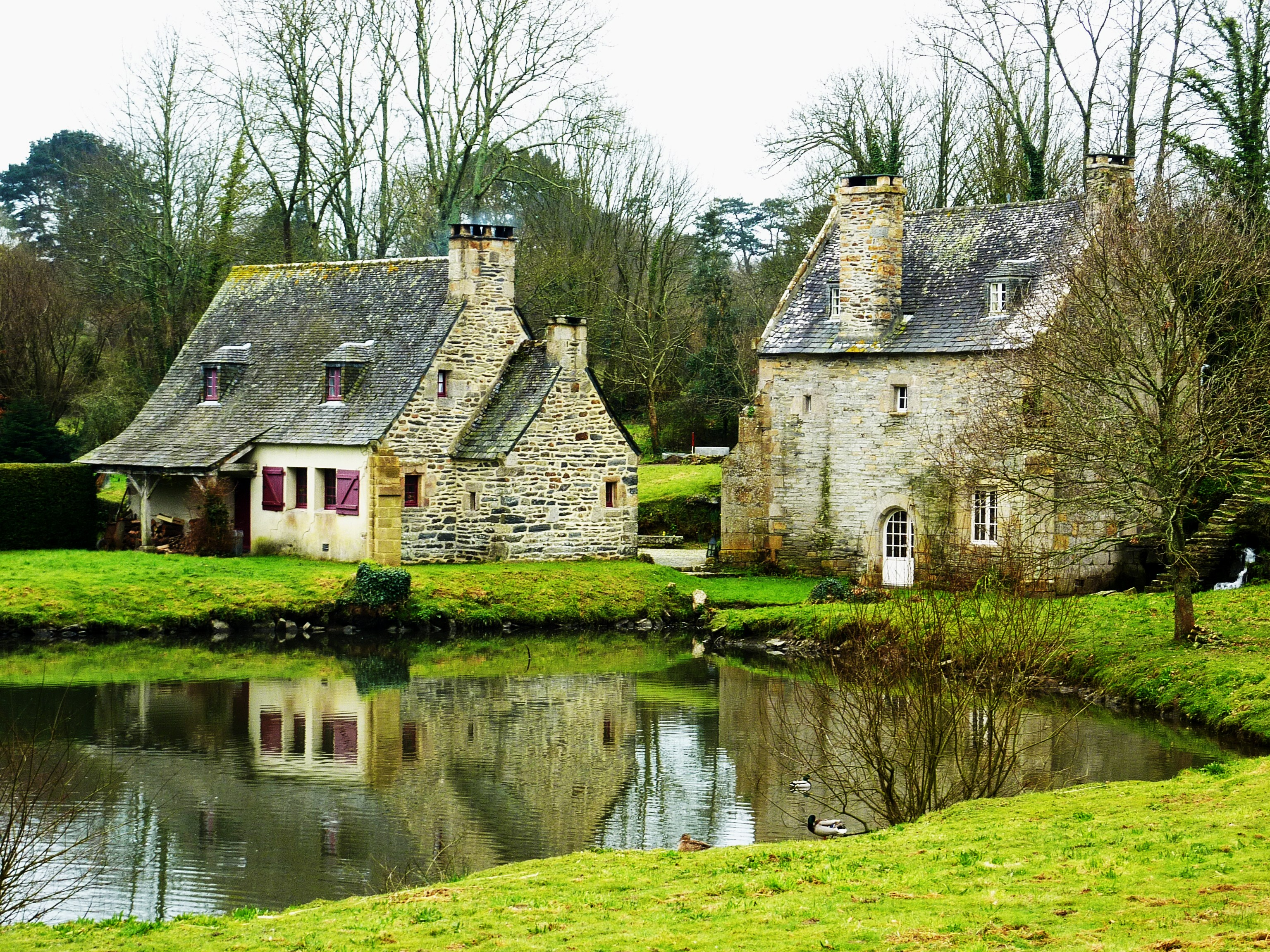
Пруд и мельницы в усадьбе Лосюльен
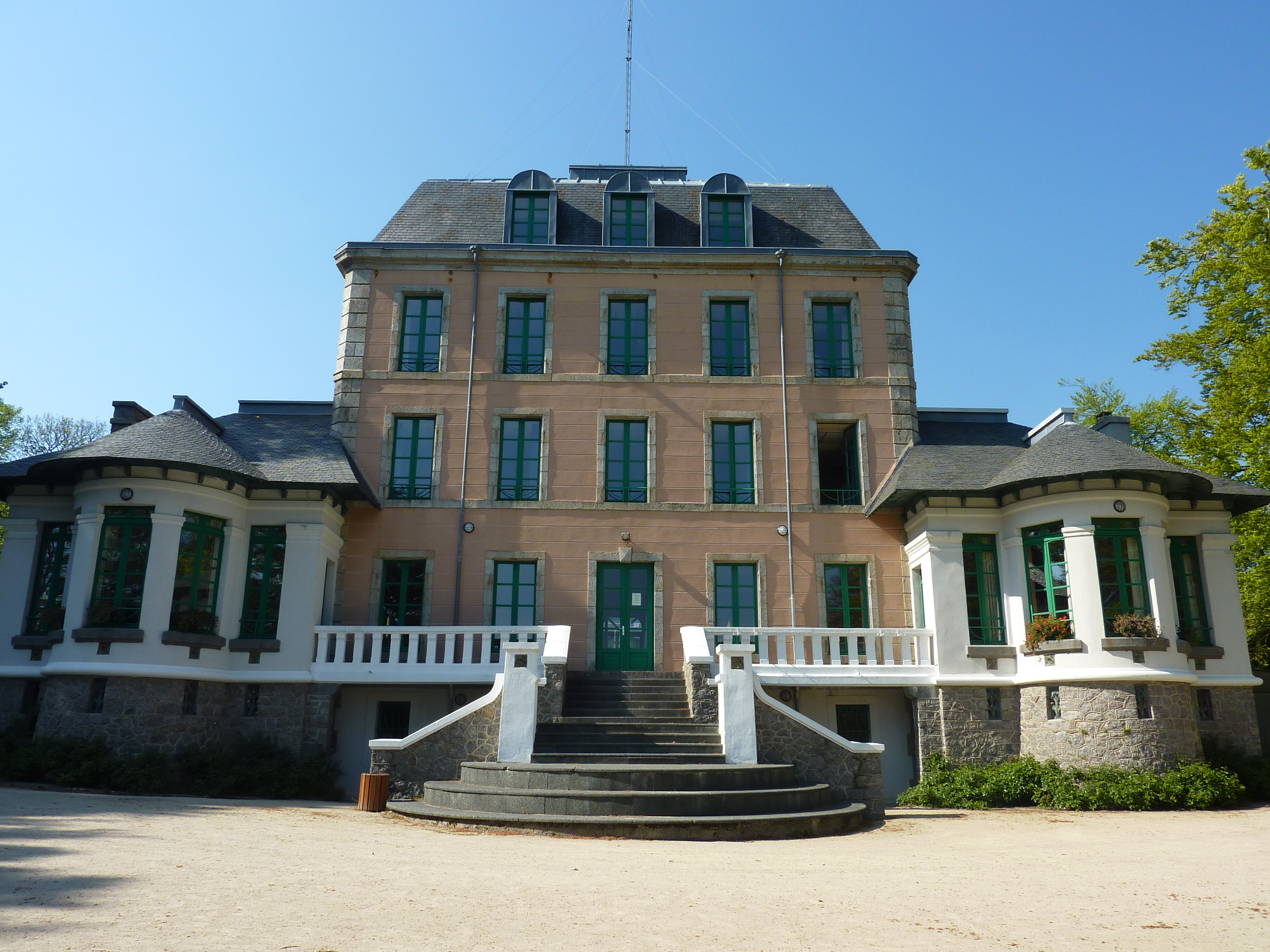
Усадьба Ге-Флёри
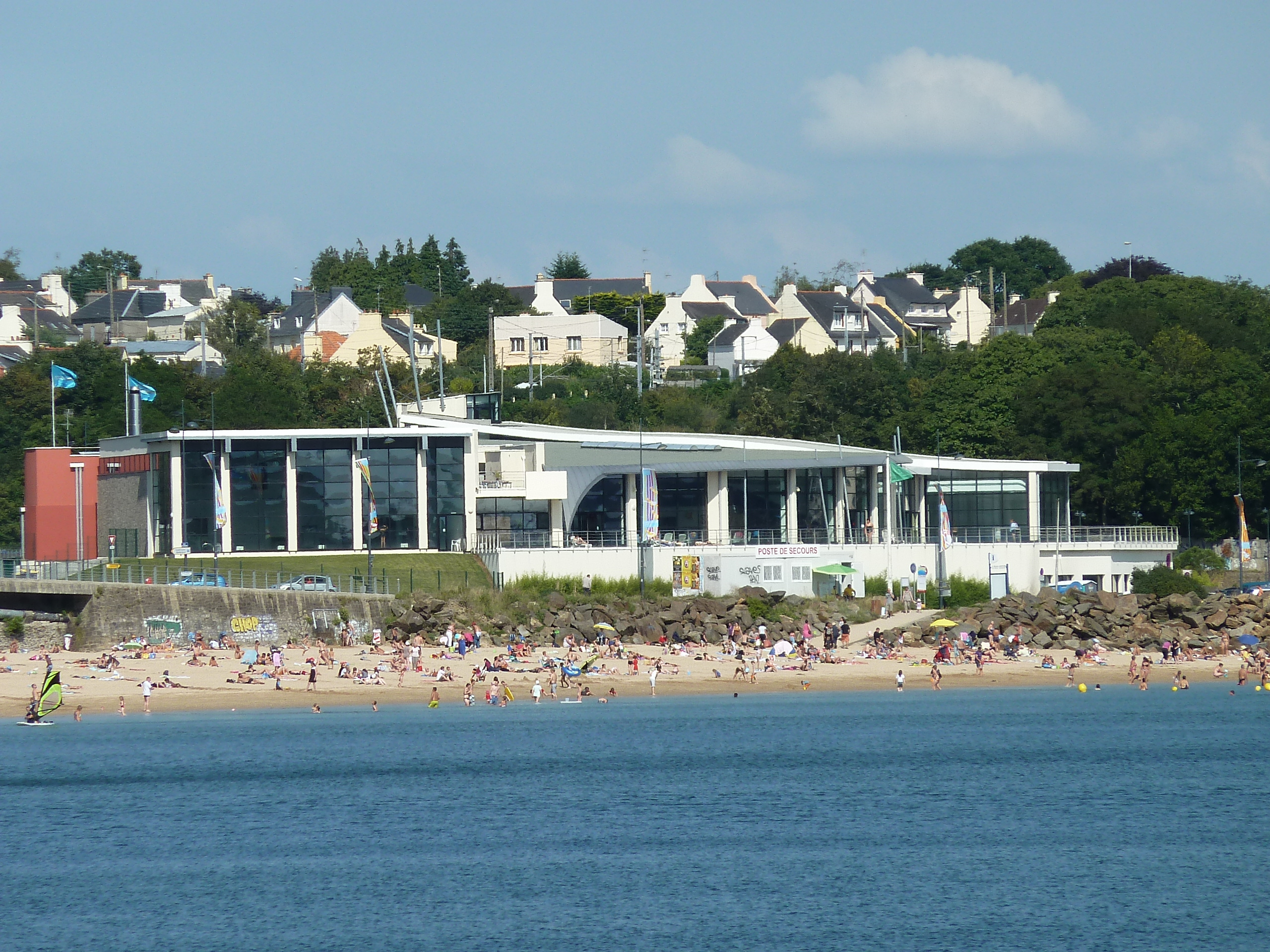
Центр водных видов спорта Spadium park на пляже Мулен-Блан